# Miso
Miso (味噌 (vị tăng)/ みそ) là một loại gia vị truyền thống của Nhật Bản. Miso là một loại bột nhão đặc được tạo ra bằng cách lên men đậu nành với muối và kōji (loại nấm Aspergillus oryzae) và đôi khi là gạo, lúa mạch, rong biển hoặc các thành phần khác. 
Tương miso được dùng làm nước sốt hoặc phết, muối rau củ, cá hoặc thịt và pha với nước dùng dashi để chế biến như xúp miso, một món ăn chính của Nhật Bản. Miso có điểm tương đồng với tương của người Việt, doenjang của người Triều Tiên và hoàng tương (干黄酱, tương vàng) hay tương đậu (豆醬, đậu tương) của người Trung Quốc.
Miso có hàm lượng protein cao, giàu vitamin và khoáng chất, đóng vai trò dinh dưỡng quan trọng ở Nhật Bản thời phong kiến. Miso vẫn được sử dụng rộng rãi trong cả phương pháp nấu ăn truyền thống lẫn hiện đại ở Nhật Bản và đã thu hút được sự quan tâm trên toàn thế giới.
Thông thường, miso có vị mặn nhưng hương vị và mùi thơm của nó phụ thuộc vào nguyên liệu và quá trình lên men.

## Lịch sử
Nguồn gốc của miso tại Nhật Bản chưa có căn cứ rõ ràng.
- Miso làm từ ngũ cốc và cá đã được sản xuất ở Nhật Bản kể từ Thời kỳ đồ đá mới (Thời kỳ Jōmon, 14.000–300 trước Công nguyên).[4] Loại này được gọi là jōmon miso và tương tự như các loại nước xót làm từ cá và đậu nành thời kỳ đầu được làm ra trên khắp Đông Á.
- Tiền thân miso này có nguồn gốc ở Trung Quốc vào thế kỷ thứ ba trước Công nguyên. Hishio (醤?) và các loại thực phẩm làm từ đậu nành lên men khác có thể đã được du nhập vào Nhật Bản cùng thời điểm với Phật giáo vào thế kỷ thứ sáu sau Công nguyên.[5][6] Thực phẩm lên men này được gọi là  shi. Tương miso ngày nay là loại tương mishō hoặc  mishou (未醤) vào thời Nara (710–794);[7][8] và hishio vẫn có nghĩa là đậu. Người ta tin rằng từ này đã đổi thành Misho và sau đó là Miso.[7][8]

Vào thời Kamakura (1185–1333), một bữa ăn thông thường bao gồm một bát cơm, một ít cá khô, một phần miso và một loại rau tươi. Cho đến Thời kỳ nhà Ashikaga thống trị (1336–1573) được gọi là Muromachi, miso được làm mà không cần nghiền đậu nành, giống như nattō. Vào thời Muromachi, các nhà sư Phật giáo đã phát hiện ra rằng đậu nành có thể được nghiền thành bột nhão, tạo ra các phương pháp mới sử dụng miso để tạo hương vị cho các loại thực phẩm khác.
Vào thời trung cổ, từ temaemiso, có nghĩa là miso tự làm, đã xuất hiện. Quy trình làm ra miso tương đối đơn giản nên các phiên bản tự chế biến này lan rộng khắp Nhật Bản. Miso được sử dụng làm quân nhu trong thời kỳ Sengoku (Thời kỳ Chiến Quốc) và sản xuất tương miso là một hoạt động kinh tế quan trọng của các lãnh chúa daimyō thời kỳ đó.
Vào thời Edo (1603–1868), miso còn được gọi là hishio (醤) và kuki (豆支) và nhiều loại miso phù hợp với từng khí hậu và văn hóa địa phương đã xuất hiện trên khắp Nhật Bản.
Ngày nay, miso được sản xuất công nghiệp với số lượng lớn và miso truyền thống tự chế biến đã trở nên hiếm hoi. Trong những năm gần đây, nhiều loại miso mới đã xuất hiện, bao gồm cả những loại có thêm nước xúp hoặc canxi, làm từ các loại đậu khác ngoài đậu nành, hoặc giảm lượng muối để tốt cho sức khỏe, cùng nhiều loại khác hiện có.

## Thành phần
Các thành phần được sử dụng để sản xuất miso có thể bao gồm bất kỳ hỗn hợp nào như đậu nành, lúa mạch, gạo, kiều mạch, kê, lúa mạch đen, lúa mì, hạt cây gai dầu và cây mè, cùng những loại khác. Gần đây, các nhà sản xuất ở các nước khác cũng bắt đầu bán những loại tương miso làm từ đậu xanh, ngô, đậu đỏ azuki, rau dền và hạt diêm mạch (quinoa).
Thời gian lên men dao động từ ít nhất là năm ngày đến vài năm. Sự đa dạng của miso Nhật Bản rất khó phân loại nhưng thường được phân loại theo loại hạt, màu sắc, mùi vị và bối cảnh.
- mugi (麦 mugi?): đại mạch
- tsubu (粒 tsubu?): lúa mì nguyên hạt/lúa mạch
- genmai (玄米 genmai?): gạo lứt
- moromi (醪 moromi?): dai, khỏe mạnh (kōji không pha trộn)
- nanban (南蛮 nanban?): trộn với ớt cay để chấm
- taima (大麻 taima?): hạt gai dầu
- sobamugi (蕎麦 sobamugi?): lúa mạch đen
- hadakamugi (裸麦 hadakamugi?): lúa mạch Tây Tạng
- nari (蘇鉄 nari?): làm từ bột cây mè, món ăn của chùa Phật giáo
- gokoku (五穀 gokoku?): "ngũ cốc": đậu nành, lúa mì, lúa mạch, kê proso, và kê vàng

Nhiều vùng có biến thể cụ thể của riêng họ về tiêu chuẩn miso. Ví dụ, đậu nành được sử dụng trong miso Sendai được nghiền thô hơn nhiều so với miso đậu nành thông thường.
Miso làm từ gạo như miso shinshu (信州味噌) và miso shiro (白味噌) được gọi là kome miso (米味噌).

## Phân loại và mùi vị
Hương vị, mùi thơm, kết cấu và hình thức của miso thay đổi theo vùng và theo mùa. Những yếu tố quan trọng khác góp phần tạo nên hương vị của miso cụ thể bao gồm nhiệt độ, thời gian lên men, hàm lượng muối, loại kōji và vại/hũ để ủ tương.
Nhưng  loại hương vị phổ biến nhất của miso là:
- Shiro miso, "miso trắng"
- Aka miso, "miso đỏ"
- Awase miso, "miso hỗn hợp"
- Hatcho miso,"miso đỏ" đặc trưng của tỉnh Aichi[10]

Mặc dù hai loại màu trắng và đỏ (shiromiso và akamiso) là những loại miso phổ biến nhất hiện có, nhưng các loại khác nhau có thể được ưa thích ở các vùng khác tại Nhật Bản.
Ở vùng Kantō phía đông, bao gồm Tokyo, akamiso màu nâu sẫm phổ biến hơn trong khi ở vùng Kansai phía tây bao gồm Osaka, Kyoto và Kobe, loại shiromiso có hương vị nhạt hơn được ưa chuộng hơn.
Sự phân tích nhiều sắc thái hơn về hương vị như sau:
- Miso Kome (米味噌) hay "miso gạo" có thể có màu vàng, trắng hơi vàng, đỏ, v.v. Miso trắng được làm từ đậu nành luộc, còn miso đỏ được làm từ đậu nành hấp chín. Miso Kome được tiêu thụ nhiều hơn ở miền đông Nhật Bản và khu vực Hokuriku và Kinki.
- Miso Mugi miso (麦味噌) or "barley miso" is a whitish miso produced in Kyushu, western Chugoku, and Shikoku areas. Another reddish mugi miso is produced in the northern Kanto area. Mugi miso has a peculiar smell.
- Miso Mame miso (豆味噌) hoặc "miso đậu nành" có màu sẫm hơn, màu nâu đỏ hơn miso kome. Loại này không ngọt như một số loại khác nhưng có vị chát và hương vị umami (旨味) thơm ngon. Loại miso này cần thời gian ủ dài. Miso Mame được tiêu thụ chủ yếu ở quận Aichi, quận Gifu và quận Mie. Miso đậu nành (không chứa thành phần ngũ cốc) cũng được dán nhãn là hatchō miso (八丁味噌).[11] Hatchō miso là một đặc sản Okazaki, Aichi và có nguồn gốc từ tỉnh Mikawa trong Thời kỳ Sengoku. Phương pháp sản xuất bằng thùng gỗ lớn và đá trên nắp vẫn không thay đổi.
- Miso Chōgō (調合) hay Awase (合わせ) hay còn gọi "miso hỗn hợp", có nhiều loại vì nó là hỗn hợp hoặc sự kết hợp của các loại miso khác. Điều này có thể cải thiện điểm yếu của từng loại miso. Ví dụ, miso mame rất mặn, nhưng khi kết hợp với miso kome, thành phẩm có mùi vị dịu.
- Miso Aka (赤味噌) hoặc miso đỏ đã để lâu, đôi khi hơn một năm. Kết quả là, do phản ứng Maillard, màu sắc thay đổi dần dần từ trắng sang đỏ hoặc đen, do đó nó có tên là miso đỏ. Đặc điểm của hương vị là vị mặn và một chút vị chát với vị umami. Nó thường là một loại miso có vị mạnh hơn nhiều. Những yếu tố tạo nên độ đậm của màu là công thức của đậu nành và lượng sử dụng. Nhìn chung, đậu nành hấp có màu đậm hơn đậu nành luộc.
- Shiromiso (白味噌) hay miso trắng là loại miso được sản xuất rộng rãi nhất, được sản xuất ở nhiều vùng trên cả nước Nhật. Thành phần chính của nó là gạo, lúa mạch và một lượng nhỏ đậu nành. Nếu thêm đậu nành vào, miso sẽ có màu đỏ hoặc nâu. So với miso đỏ, miso trắng có thời gian lên men rất ngắn. Vị ngọt và vị umami dịu hoặc nhẹ (so với miso đỏ).

## Tính chất hóa học của các hợp chất hương vị và mùi thơm
Mùi thơm đặc trưng và độc đáo quyết định chất lượng của miso. Nhiều phản ứng xảy ra giữa các thành phần trong tương miso, chủ yếu là phản ứng Maillard, một phản ứng không enzyme của nhóm amino với đường khử. Các hợp chất dễ bay hơi được tạo ra từ phản ứng này mang lại cho miso hương vị và mùi thơm đặc trưng.
Tùy thuộc vào vi sinh vật kết hợp với loại đậu nành hoặc ngũ cốc được sử dụng, nhiều hợp chất hương vị được tạo ra để tạo ra các loại miso khác nhau. Các sản phẩm lên men như hợp chất furanone, bao gồm 4-hydroxy-2(hoặc 5)-ethyl-5(or 2)-methyl-3(2H)-furanone (HEMF) và 4-hydroxy-2,5 dimethyl-3(2H )-furanone (HDMF) là hợp chất hương vị mới của miso. HEMF đặc biệt được biết đến với mùi thơm ngọt ngào và rất quan trọng trong việc đánh giá cảm quan mùi thơm của miso làm từ gạo.
Các đặc tính cảm quan độc đáo của miso rất phức tạp. Yếu tố then chốt quyết định chất lượng chung cho thành phẩm cuối cùng là hoạt động enzyme của vi sinh vật. Người ta sử dụng thành phần của miso (gạo, lúa mạch và đậu nành) để tạo ra các sắc tố, hương vị và hợp chất tạo mùi thơm khác nhau.
Quá trình phân giải protein đậu nành tạo ra các axit amin cấu thành mang lại vị umami giúp tăng cường vị tương đối nhạt của đậu nành. Protein đậu nành chứa một lượng đáng kể glutamate, loại muối được gọi là MSG hay mononatri glutamat, một thành phần phổ biến được các nhà sản xuất thực phẩm sử dụng để cải thiện hương vị cho sản phẩm của họ. Bản thân hiệu ứng vị umami của bột ngọt là một chiều. Vị umami của miso rất đa chiều do có vô số axit amin và các sản phẩm lên men.
Miso làm từ lúa mạch là một loại trang trại truyền thống được sản xuất để sử dụng cá nhân. Thường được gọi là "miso nông thôn", lúa mạch trong nước được sử dụng nhiều hơn lúa mạch nhập khẩu. Chứa axit glutamic và các hợp chất thơm như axit ferulic và axit vanillic, miso lúa mạch được phân biệt bởi hương vị đặc trưng.